# 前田修司
前田 修司（まえだ しゅうじ、1952年9月27日 - ）は、日本の経営者。セコム社長、会長を務めた。鹿児島県出身。

## 経歴・人物
早稲田大学高等学院を経て、1975年に早稲田大学理工学部を卒業し、1981年にセコムに入社した。技術畑での経験が長く、ココセコムなどを開発した。1997年6月に取締役に就任し、2000年6月に常務、2009年6月に副社長を経て、2010年1月に社長に就任。2014年6月に会長に就任。2016年5月から特別顧問を務めた。